# Spirit of Tasmania I
Le Spirit of Tasmania I est un navire mixte appartenant à la compagnie australienne Spirit of Tasmania. Construit entre 1997 et 1998 aux chantiers Kværner Masa-Yards, Turku en Finlande pour la compagnie grecque Superfast Ferries, il portait à l'origine le nom de Superfast IV (en grec : Σουπερφαστ IV, Souperfast IV). Mis en service en mars 1998 sur les lignes entre la Grèce et l'Italie, il est revendu en 2002 à la société TT-Line Pty. Ltd. et devient le Spirit of Tasmania II. Il assure depuis septembre 2002 la liaison entre les États australien de Tasmanie et de Victoria.

## Histoire

### Origines et construction
En 1995, la compagnie Superfast Ferries révolutionne les lignes maritimes entre la Grèce et l'Italie avec la mise en service des car-ferries jumeaux Superfast I et Superfast II. Capables de naviguer à la vitesse de 27 nœuds, les deux navires parviennent à réduire d'environ dix heures la traversée de Patras à Ancône. Ce bouleversement va alors inciter les armateurs concurrents à doter leurs flottes d'unités présentant des caractéristiques similaires, notamment la compagnie Minoan Lines qui passe commande dès 1996 de deux navires plus imposants. En réponse à cela, le groupe Attica, société mère de Superfast, décide de la construction d'une deuxième paire de navires rapides. L'alignement de ces deux nouveaux navires permettrait à Superfast, en plus de se prémunir contre l'arrivée de ses concurrents, d'ouvrir une ligne vers Bari en y affectant les navires de la première paire dès la mise en service de la seconde. Le contrat de construction des premiers Superfasts incluait initialement une option pour la réalisation de deux autres navires, mais en raison cependant des difficultés financières rencontrées par les chantiers Schichau-Seebeckwerft, celle-ci ne peut être levée. La compagnie lance alors un appel d'offres qui est remporté par les chantiers finlandais Kværner Masa-Yards de Turku, proposant la construction des deux navires pour le coût, très faible, de 200 millions de dollars, notamment grâce à d'importantes subventions de la part du gouvernement finlandais.
Baptisés Superfast III et Superfast IV, les futurs navires sont conçus de manière similaire à celle de leurs prédécesseurs, à la différence que les plans tablent sur des unités bien plus imposantes. Ils sont en effet prévus pour mesurer environ 194 mètres et jauger 29 000 UMS. Malgré une apparence très semblable, ils affichent une silhouette beaucoup moins anguleuse, notamment à la proue. Si leur capacité d'emport est arrêtée à 1 400 passagers à l'instar de la première paire, la capacité de roulage est quant à elle accrue avec un garage de 2 635 mètres linéaires dont 1 852 entièrement consacrés au transport des remorques. Le confort des aménagements intérieurs est également revu à la hausse grâce à l'augmentation de la longueur de 20 mètres, ceci permettant d'installer la piscine extérieure au centre du navire et d'accroitre le nombre de cabines. À l'instar des précédents navires, leur appareil propulsif est conçu pour atteindre des vitesses très élevées, de l'ordre de 28 nœuds.
Construit par les chantiers Kværner Masa-Yards de Turku, le Superfast IV est mis sur cale le 24 avril 1997 et lancé le 22 novembre. Le navire et son sister-ship sont baptisés le même jour durant une double cérémonie le 1er février 1998. Le Superfast IV est ensuite livré à Superfast le 1er avril.

### Service

#### Superfast Ferries (1998-2002)
Peu de temps après sa livraison, le Superfast IV quitte la Finlande pour rejoindre la Grèce. Le navire est mis en service le 10 avril 1998 entre Patras et Ancône.
En 2001, à la suite de l'arrivée des nouveaux Superfast V et Superfast VI sur la ligne directe entre Patras et Ancône, le Superfast IV et son jumeau réalisent à présent une escale à Igoumenitsa à chaque rotation.
En 2002, l'arrivée des sister-ships Superfast XI et Superfast XII entraîne le retrait de la seconde paire. Le Superfast IV et le Superfast III sont alors vendus à la compagnie d'État australienne TT-Line Pty. Ltd. pour 290 millions de dollars, permettant à Superfast de réaliser une plus-value sur les navires.

#### Spirit of Tasmania (depuis 2002)
Livré à TT-Line le 10 mai 2002, le Superfast IV rejoint les chantiers Neorion Shipyard sur l'île de Syros afin d'être mis aux standards de son nouveau propriétaire. Durant son passage en cale sèche, les logos Spirit of Tasmania, marque commerciale de TT-Line, sont peints sur sa coque, qui conserve sa couleur rouge originelle. Pour des raisons d'image de marque, les ailerons sur sa cheminée sont raccourcis à la demande de Superfast. Au mois de juin, il est renommé Spirit of Tasmania I. Une fois les transformations terminées, le navire quitte la Méditerranée le 7 juillet à destination de l'Australie.
Durant une quinzaine de jours, le navire traverse le canal de Suez, la mer Rouge et l'océan Indien, escalant à l'occasion au Sri Lanka afin d'avitailler, le Spirit of Tasmania I arrive en Australie le 25 juillet 2002 et effectue tout d'abord une escale à Fremantle dans l'ouest du pays afin d'avitailler de nouveau. Il longe ensuite la côte sud du pays pour rejoindre Hobart, capitale de l'État de Tasmanie. Arrivé à destination le 29 juillet à 9h30, il est accueilli, avec son jumeau, par le Premier ministre de Tasmanie Jim Bacon ainsi que le député Paul Lennon. Il prend ensuite la direction de Melbourne le 14 août, toujours accompagné de son sister-ship puis est présenté au public le 17 et le 18 août. Le 23 août, Spirit of Tasmania I rejoint Devonport en Tasmanie où il est stationné en attendant sa mise en service.

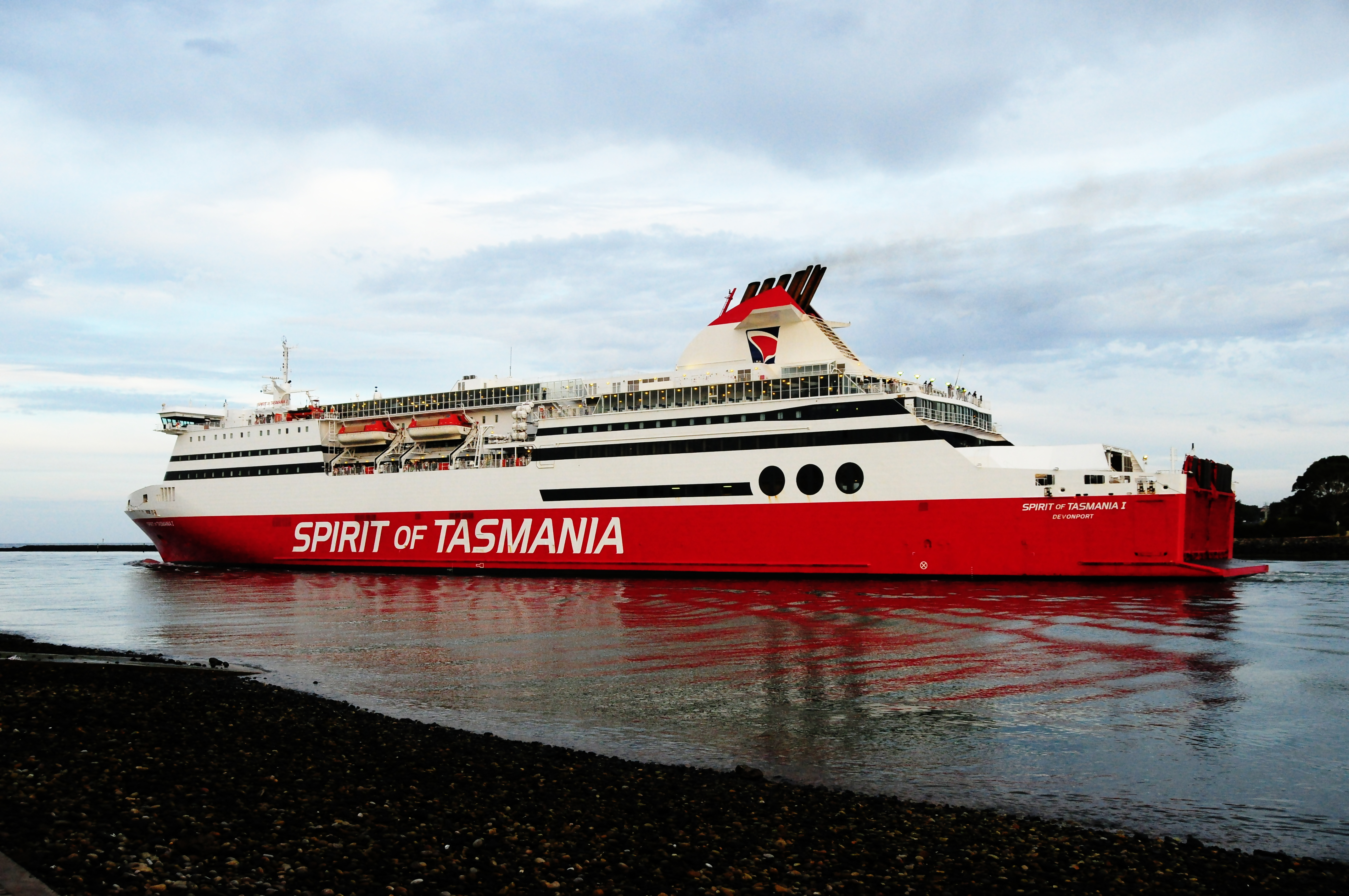
Le Spirit of Tasmania I à Devonport en 2009.

Le 31 août à 21h, le navire quitte Devonport pour son premier voyage vers Melbourne avec à son bord le Premier ministre Jim Bacon. Il arrive le lendemain dans la capitale victorienne et est accueilli par le Premier ministre du Victoria Steve Bracks.
Les semaines suivant sa mise en service, le Spirit of Tasmania I s'échoue à plusieurs reprises sur la Mersey River à l'entrée de Devonport en raison du mauvais temps. Une semaine plus tard, le 19 septembre, le navire est forcé de retourner à Melbourne après avoir été pris dans une tempête ayant endommagé sa porte-rampe avant.
Au bout d'un an d'exploitation, il est constaté que les ponts extérieurs du navire sont trop exposés aux vents forts du détroit de Bass. Le bar-lido du pont 10 et le bar extérieur du pont 8 sont alors cloisonnés et la piscine extérieure est supprimée par la même occasion.
Le 3 février 2005, alors que le Spirit of Tasmania I navigue entre Melbourne et Devonport par très mauvais temps, une vague de 20 mètres de haut percute de plein fouet la proue du car-ferry, brisant une partie des hublots des cabines. L'équipage réveille alors les passagers en raison de la défaillance de l'alarme, endommagée par l'infiltration d'eau. Les chocs suivants avec les vagues provoquent des dégâts considérables au niveau des installations avant avec la destruction des cloisons des cabines. Le Spirit of Tasmania I parvient à rallier Melbourne dans la matinée, les passagers sont débarqués et des réparations provisoires sont effectuées afin que le navire puisse reprendre son service dès le lendemain.
En 2007, des travaux sont effectués au niveau du car-deck du pont 6 avec son allongement de 14 mètres. La partie ouverte à l'arrière du pont-garage n°5 est en partie fermée afin que les véhicules ne soient plus exposés aux gerbes salées de l'eau de mer.
À partir de mars 2015, des rénovations sont réalisés au niveau des aménagements intérieurs. La totalité des travaux sont effectués alors que le navire continue d'assurer son service.

## Aménagements
Le Spirit of Tasmania I possédait à l'origine 9 ponts. Bien que le navire s'étende en réalité sur 11 ponts, les ponts 4 et 6, au niveau des garages, sont inexistants, bien qu'ils soient tout de même comptés. Le pont 6 sera cependant ajouté lors de la refonte de 2002. Les locaux des passagers couvrent la totalité des ponts 7 et 8 et une partie des ponts 9 et 10. L'équipage loge pour sa part sur la partie avant du pont 9. Les ponts 3 et 5 sont entièrement consacrés au garage ainsi que la partie avant des ponts 1 et 2.

### Locaux communs
Conçu pour être employé sur une ligne relativement longue, le Spirit of Tasmania I est équipé en conséquence au niveau de ses installations pour les passagers. Ceux-ci disposent sur le pont 7 de deux espaces de restauration (à la carte, buffet), trois bars (bar-salon, bar-discothèque, brasserie-bar) ainsi qu'une boutique et un casino. Un bar-lido avec piscine était également présent sur le pont 10 au centre du navire mais a été supprimé en 2002. En 2015, la décoration des aménagements intérieurs est modernisée.

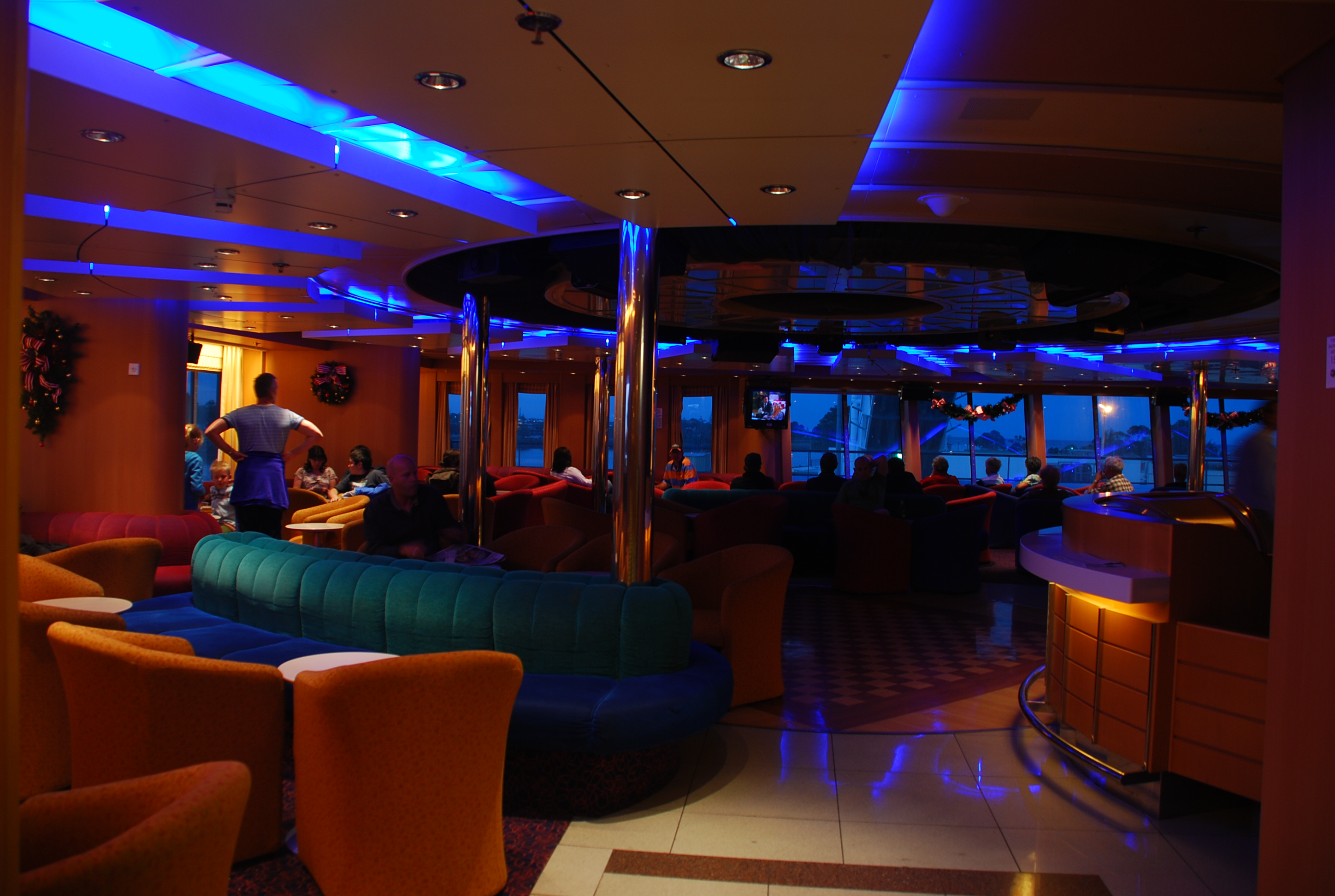
Le bar-salon arrière, situé au pont 8.

### Cabines
Le Spirit of Tasmania I possède 222 cabines situées sur majoritairement sur le pont 8 mais aussi à l'avant du pont 7. D'une capacité de deux à quatre personnes, toutes sont pourvues de sanitaires complets comprenant douche, WC et lavabo. Certaines d'entre elles sont des suites et d'autres sont adaptées aux personnes à mobilité réduite.

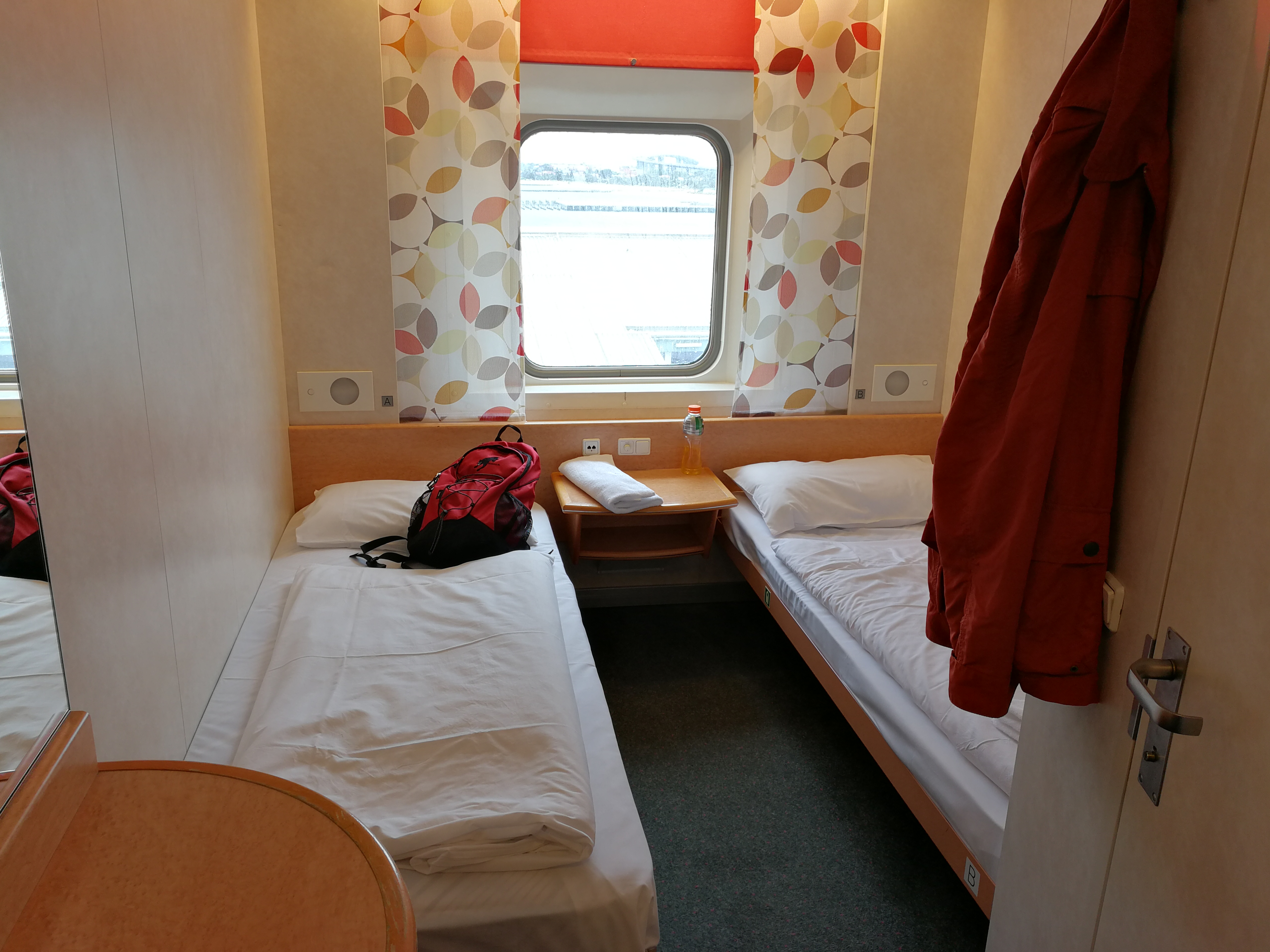
Cabine extérieure standard pour deux personnes.
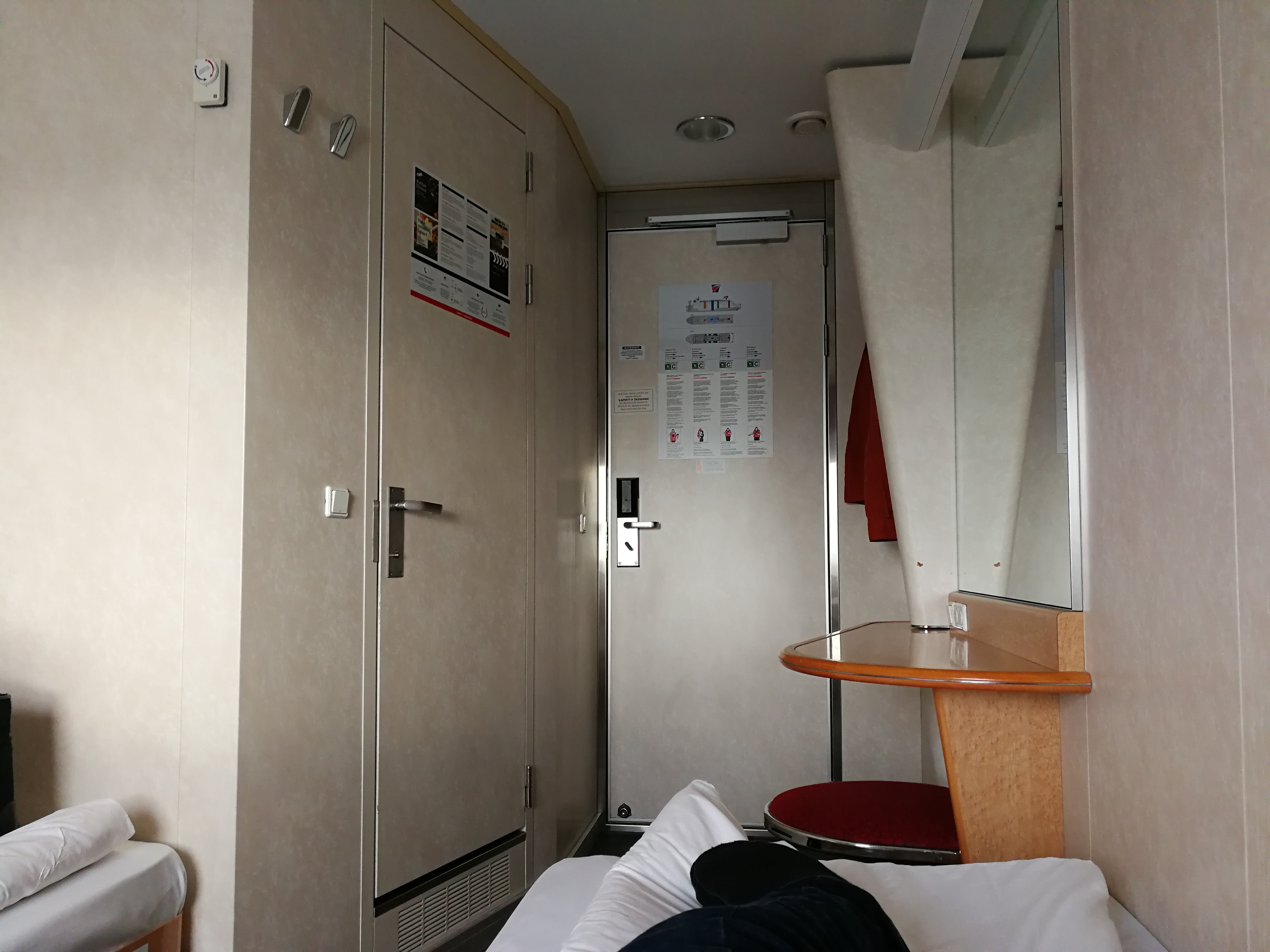

## Caractéristiques
Le Spirit of Tasmania I mesure 194,33 mètres de long pour 25 mètres de large, son tonnage est de 29 067 UMS. Le navire a une capacité de 1 400 passagers et possède un garage de 1 852 mètres linéaires pouvant contenir 1 000 véhicules répartis sur quatre niveaux ainsi que 120 remorques. Le garage est accessible par deux portes rampes situées à la poupe et une porte rampe avant. La propulsion du Spirit of Tasmania I est assurée par quatre moteurs diesels Wärtsilä-Sulzer 16ZAV 40S développant une puissance de 42 240 kW entrainant deux hélices faisant filer le bâtiment à une vitesse de 28,5 nœuds. Le navire possède quatre embarcations de sauvetage de grande taille, une embarcation semi-rigide de secours et plusieurs radeaux de sauvetage.

## Lignes desservies
Pour Superfast Ferries de 1998 à 2002, le Superfast IV effectuait la liaison entre la Grèce et l'Italie sur la ligne Patras - Ancône puis sur Patras - Igoumenitsa - Ancône à partir de 2001.
Depuis 2002, le navire assure des traversées entre les États australiens de Tasmanie et de Victoria sur la ligne Devonport - Melbourne.